# Octocanna polynema
Octocanna polynema är en nässeldjursart som beskrevs av Ernst Haeckel 1879. Octocanna polynema ingår i släktet Octocanna och familjen Malagazziidae. Inga underarter finns listade i Catalogue of Life.